# マッキ MB.323
マッキ MB.323
- 用途：練習機
- 製造者：マッキ
- 初飛行：1952年
- 生産数：1機
- 運用状況：試作のみ

マッキ MB.323（Macchi MB.323）は、イタリアのマッキ社で設計/製造された単発の基本練習機である。発注はされずに、僅か試作機1機のみの生産で終わった。

## 設計と開発
イタリア軍で使用されていたマッキ M.416を補完する基本練習機として設計されたMB.323は、1952年に初飛行を行った。機首にプラット・アンド・ホイットニー ワスプ 星型エンジンを搭載し、引き込み可能な尾輪式降着装置を持つ単発の片持ち式低翼単葉であった。タンデム複座のコックピットは一体型キャノピーで覆われていた。
MB.323はフィアット G.49と比較評価され、イタリア空軍がG.49の方を好んだためにMB.323は量産されなかった。

## 要目
出典: Jane's All The World's Aircraft 1953-54 
諸元
- 乗員: 2
- 全長: 9.80 m （32 ft 2 in）
- 全高: 4.04 m （13 ft 3 in）
- 翼幅: 12.40 m（40 ft 8 in）
- 翼面積: 22 m2 （237 ft2）
- 空虚重量: 1,690 kg （3,718 lb）
- 運用時重量: 2,250 kg （4,950 lb）
- 有効搭載量: kg （lb）
- 最大離陸重量: kg （lb）
- 動力: プラット・アンド・ホイットニー R-1340-AN-1 空冷 星型エンジン、455 kW （610 hp）   × 1

性能
- 超過禁止速度: km/h （kt）
- 最大速度: 374 km/h  232 mph
- 巡航速度: km/h （kn） mph
- 失速速度: km/h （kt）
- フェリー飛行時航続距離: km （海里）
- 航続距離: 1,080 km （nmi） 670 miles
- 実用上昇限度: 7,500 m （24,600 ft）
- 巡航高度: 9,800 m (32,000 ft)
- 離陸滑走距離: m （ft）
- 着陸滑走距離: m （ft）
- 馬力荷重（プロペラ）: kW/kg （lb/hp）

武装
- 固定武装: 1 × 7.9 mm 機関銃（左主翼内）